# Augustinus Heinrich Henckel von Donnersmarck

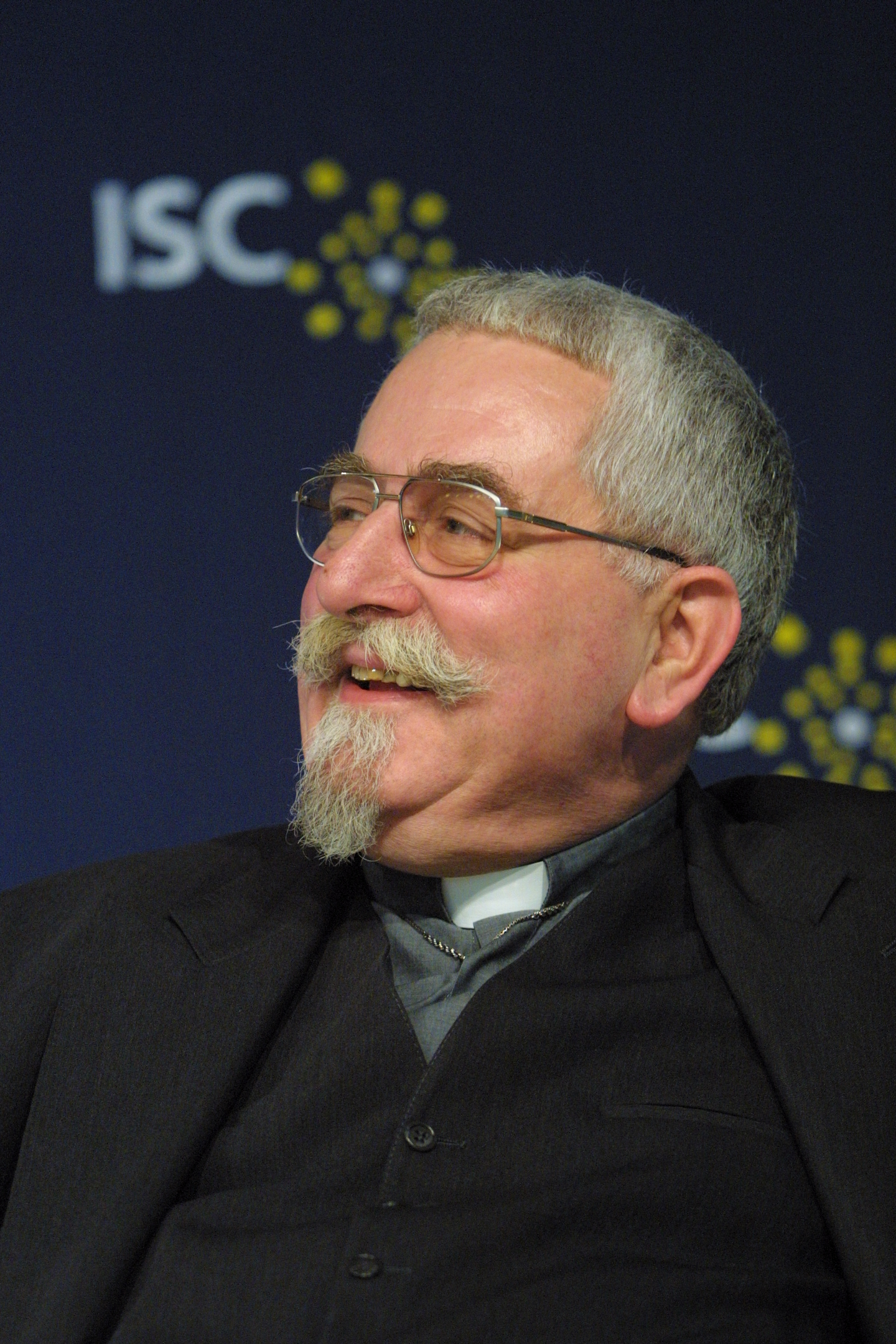
Augustinus Heinrich Henckel von Donnersmarck (2002)

Augustinus Heinrich Graf Henckel von Donnersmarck OPraem (* 29. Juni 1935 auf Schloss Nakło (Nakło Śląskie), Oberschlesien als  Maria Heinrich Karl Edwin Jakob Peter-Paul Lazarus Graf Henckel von Donnersmarck; † 19. August 2005 in Duisburg) war ein deutscher Prämonstratenser-Chorherr der Abtei Hamborn, römisch-katholischer Theologe und Wirtschaftsethiker.

## Familie
Heinrich Henckel von Donnersmarck stammte aus dem Adelsgeschlecht der Henckel von Donnersmarck. Er war eines von fünf Kindern aus der Ehe von Lazarus Graf Henckel von Donnersmarck (1902–1991) und Franziska Gräfin und Edle Herrin von und zu Eltz genannt Faust von Stromberg (1905–1997).

## Leben
Henckel von Donnersmarck trat 1954 den Prämonstratensern in Rot an der Rot bei und erhielt den Ordensnamen Augustinus. Er studierte Katholische Theologie  an verschiedenen Ordensschulen und der Päpstlichen Universität Gregoriana in Rom. 1959 gehörte er zu den Mitbegründern des Prämonstratenserklosters St. Johann in Duisburg-Hamborn, wo er 1961 durch Eugène Kardinal Tisserant die Priesterweihe empfing. In der  Abtei Hamborn war er als Stiftskämmerer, Seelsorger und Gymnasiallehrer tätig. Henckel von Donnersmarck wurde 1967 in den Ritterorden vom Heiligen Grab zu Jerusalem investiert. Von 1970 bis 1975 war er geistlicher Rektor und Dozent an der Diözesanakademie des Bistums Essen und leitete von 1976 bis 1986 die Katholische Arbeitsstelle Rhein-Ruhr. Von 1975 bis 1998 war Henckel von Donnersmarck Domprediger am Essener Münster. Er war Ehren-Domkapitular an den Hohen Domkirchen zu Köln (1994) und Essen.
1985 bis 2000 übernahm er als Beauftragter der katholischen Bischöfe bei Landtag und Landesregierung von Nordrhein-Westfalen die Leitung des Katholischen Büros in Düsseldorf.
1996 gründete er ebenfalls in Düsseldorf die Unternehmensberatung Unicorn Consultants GmbH und war dort – treuhänderisch für seinen Orden –  als geschäftsführender Gesellschafter tätig.
In Wirtschaftskreisen galt Henckel von Donnersmarck als renommierter Berater für Wirtschaftsethik. Er war Berater von Konzernen wie BMW und Dresdner Bank sowie der Deutschen Bundesbank, u. a. auch von Alfred Herrhausen, mit dem er befreundet war, und Helmut Kohl.
Ab Januar 2004 hatte er für kurze Zeit den Posten eines Dompredigers in Köln inne, bevor er aus gesundheitlichen Gründen aus dem Amt scheiden musste und im August 2005 verstarb. Er wurde auf dem Klosterfriedhof der Abteikirche St. Johann in Hamborn beigesetzt.

## Ehrungen
Henckel von Donnersmarck wurde am 13. Mai 1996 mit dem Verdienstorden des Landes Nordrhein-Westfalen ausgezeichnet.

## Schriften
- Vom menschlichen Sterben und vom Sinn des Todes, Herder Verlag Freiburg 1983, ISBN 3-451-19861-4, zusammen mit Stefan Bethlen

## Film
- „Das Geheimnis der Grabesritter.“ Hinter den Kulissen eines katholischen Ordens von Egmont Koch & Oliver Schröm WDR 1994, gesendet 24. März 1994 in der ARD
- Dokumentarfilm: Black Box BRD (2001)[4]